# Comune distrettuale di Utena
Il comune distrettuale di Utena è uno dei 60 comuni della Lituania, situato nella regione dell'Aukštaitija.
Parte del parco nazionale dell'Aukštaitija rientra in quest’areale.

## Amministrazione

### Centri principali
Così si configura la ripartizione dei distretti:
- 1 capoluogo (miestas) – Utena;
- 8 città di medie dimensioni (miestelis): Daugailiai, Kuktiškės, Leliūnai, Saldutiškis, Sudeikiai, Tauragnai, Užpaliai e Vyžuonos;
- 592 insediamenti minori.

Gli insediamenti più popolosi dell’area dimensioni maggiori (2001): 
- Utena – 33 860
- Užpaliai – 877
- Tauragnai – 602
- Vyžuonos – 581
- Antalgė – 564
- Kuktiškės – 485
- Leliūnai – 483
- Sudeikiai – 407
- Atkočiškės – 393
- Saldutiškis – 389.

### Seniūnijos

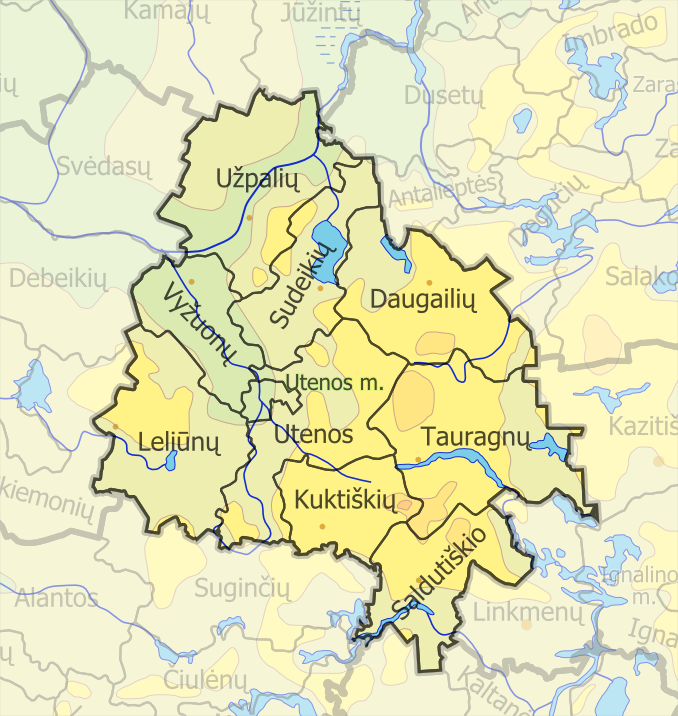
Suddivisioni delle seniūnijos

Il comune distrettuale di Utena è formato da 10 seniūnijos. La principale è quella di Utena:
- Daugailių seniūnija (Daugailiai)
- Kuktiškių seniūnija (Kuktiškės)
- Leliūnų seniūnija (Leliūnai)
- Saldutiškio seniūnija (Saldutiškis)
- Sudeikių seniūnija (Sudeikiai)
- Tauragnų seniūnija (Tauragnai)
- Utenos seniūnija (Utena)
- Utenos miesto seniūnija (Utena)
- Užpalių seniūnija (Užpaliai)
- Vyžuonų seniūnija (Vyžuonos)

## Galleria d’immagini

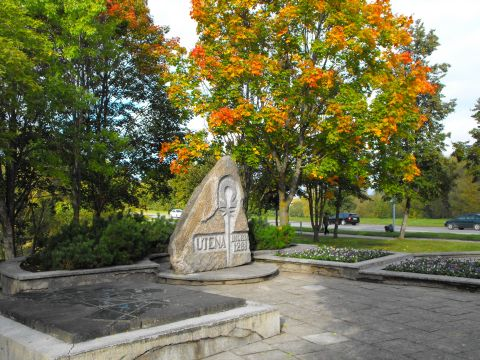
Una delle tante aree verdi di Utena
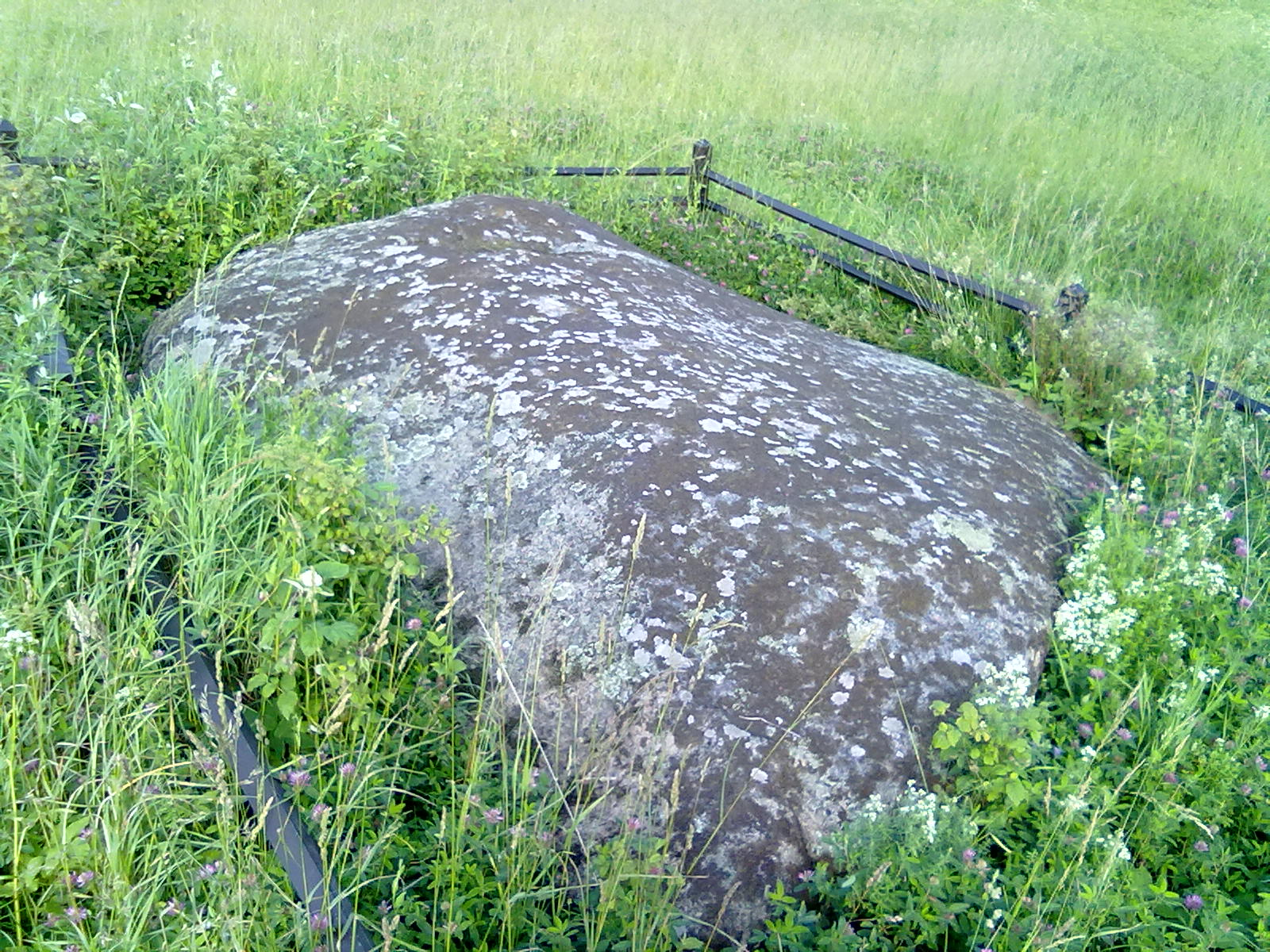
Enorme masso presso Biliakiemis
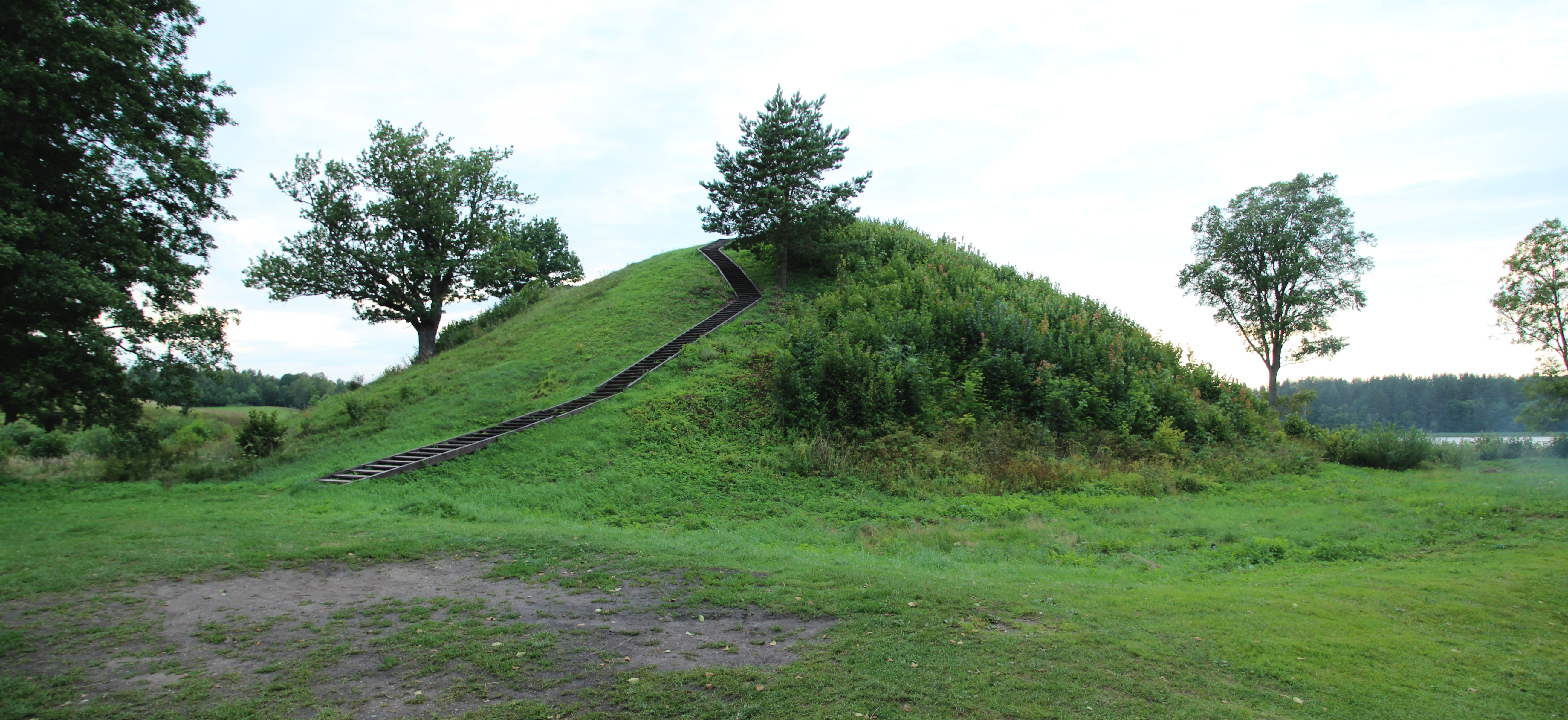
Percorso pedonale su collina
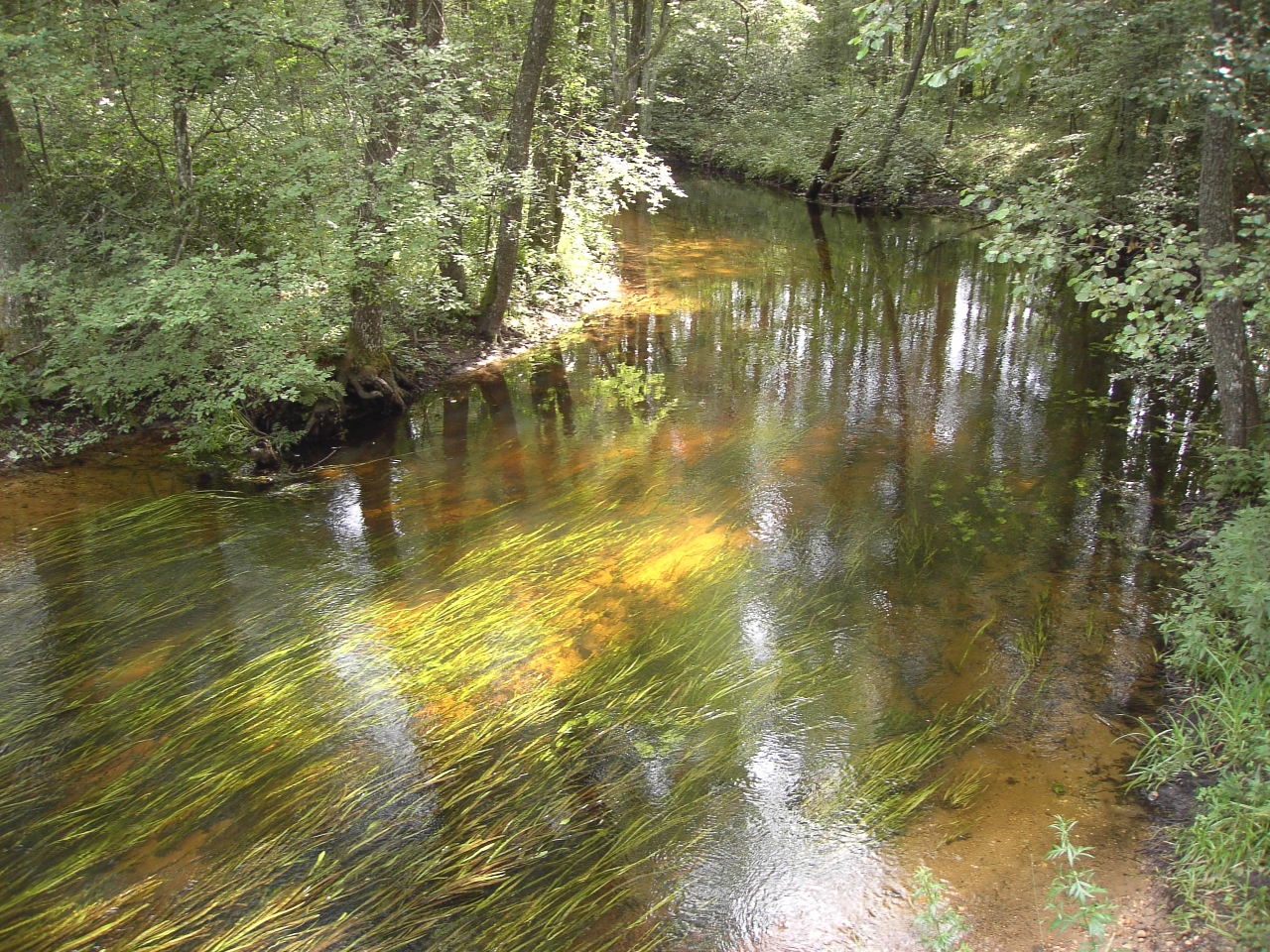
Fiume Buka nel parco nazionale dell'Aukštaitija
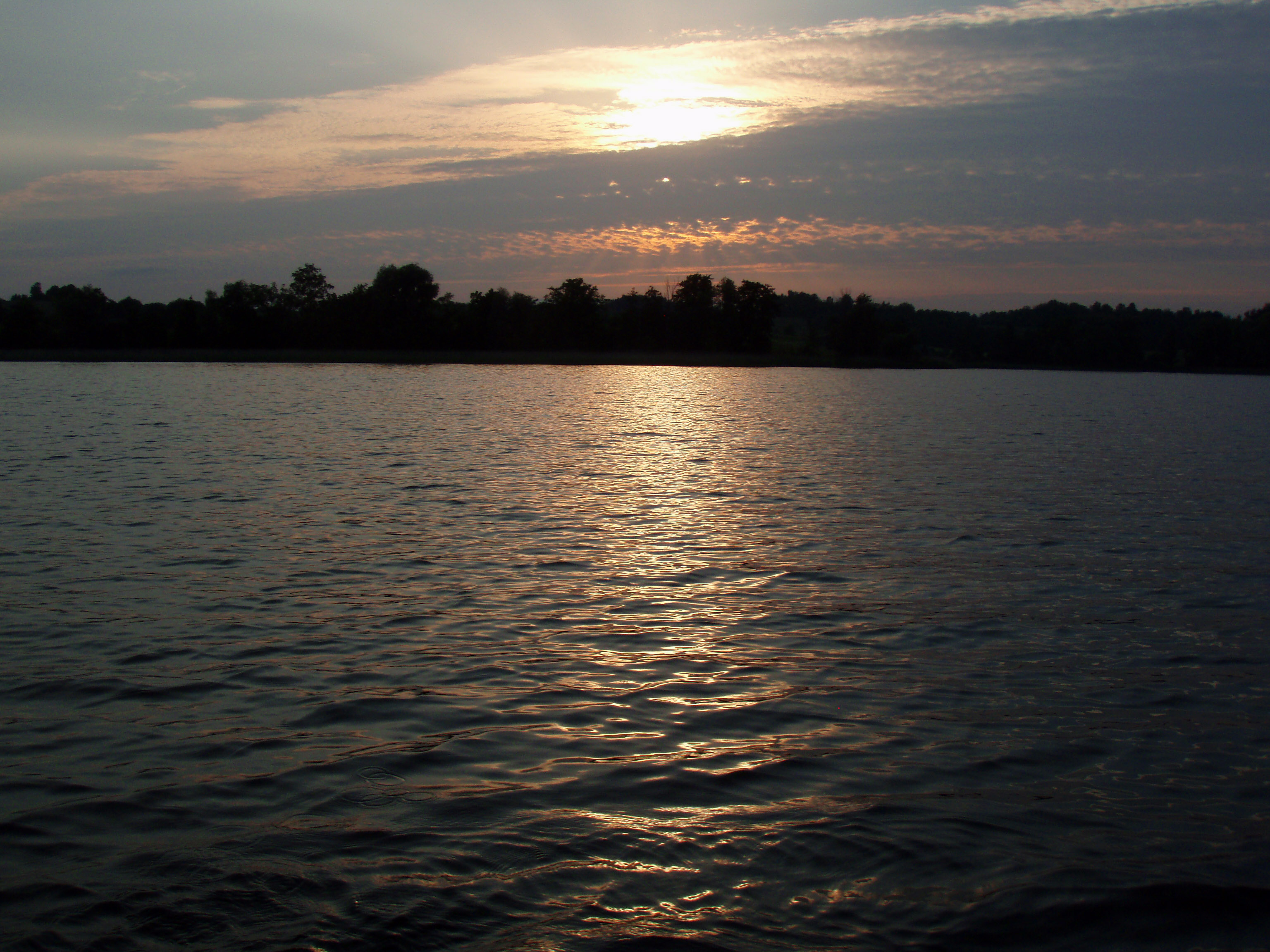
Tramonto sul lago Indrajai